# Phenylmercury(II) nitrat
Phenylmercury(II) nitrat là một hợp chất hữu cơ có công thức hóa học C6H5HgNO3. Nó có tác dụng khử trùng và kháng nấm mạnh. Nó đã từng được sử dụng như một giải pháp tại chỗ để khử trùng vết thương, nhưng như với tất cả các hợp chất hữu cơ của thủy ngân, nó rất độc, đặc biệt là cho thận, và không còn được sử dụng trong ứng dụng này. Tuy nhiên, nó vẫn được sử dụng ở nồng độ thấp như một chất bảo quản trong thuốc nhỏ mắt để sử dụng cho nhãn khoa, làm cho nó trở thành một trong số ít các dẫn xuất hữu cơ của thủy ngân còn lại trong sử dụng y tế hiện nay.